# Сімоне Романьйолі
Сімоне Романьйолі (італ. Simone Romagnoli, нар. 9 лютого 1990, Кремона) — італійський футболіст, захисник клубу «Фрозіноне».
Виступав за молодіжну збірну Італії.

## Клубна кар'єра
Народився 9 лютого 1990 року в Кремоні. Вихованець юнацьких команд місцевого «Кремонезе», а з 2007 року — академії «Мілана».
У дорослому футболі дебютував 2010 року виступами за «Фоджу», у якій протягом сезону взяв участь у 23 матчах чемпіонату. 
Згодом перейшов до друголігової «Пескари», якій допоміг за результатами сезону 2011/12 здобути підвищення в класі. Перед стартом в елітному дивізіоні команда кадрово підсилилась, і Романьйолі вже не мав постійного місця в її складі і, провівши за півроку лише 7 ігор в Серії A, на другу половину сезону 2012/13 був відданий в оренду до друголігової «Спеції».
Влітку 2013 року перейшов до «Карпі», також представника Серії B. Сезон 2015/16 відіграв за цю команду в елітному дивізіоні, після чого ще протягом року захищав її кольори у другому дивізіоні.
2017 року перебрався до «Емполі», згодом віддавався в оренду до «Болоньї» та «Брешії», після чого протягом ще трьох сезонів захищав кольори «Емполі».
Своєю грою за останню команду знову привернув увагу представників тренерського штабу клубу «Емполі», до складу якого повернувся 2019 року. Цього разу відіграв за команду з Емполі наступні три сезони своєї ігрової кар'єри. Більшість часу, проведеного у складі «Емполі», був основним гравцем захисту команди.
Протягом сезону 2022/23 років грав за «Парму» та «Лечче», після чого уклав контракт з «Фрозіноне», новачком італійської Серії A.

## Виступи за збірну
Протягом 2012–2013 років залучався до складу молодіжної збірної Італії. На молодіжному рівні зіграв у 6 офіційних матчах.

## Статистика виступів

### Статистика клубних виступів
Станом на 29 жовтня 2023
| Сезон               | Команда             | Чемпіонат           | Чемпіонат | Чемпіонат | Національний кубок | Національний кубок | Національний кубок | Континентальні кубки | Континентальні кубки | Континентальні кубки | Інші змагання | Інші змагання | Інші змагання | Усього | Усього |
| Сезон               | Команда             | Ліга                | Ігор      | Голів     | Ліга               | Ігор               | Голів              | Ліга                 | Ігор                 | Голів                | Ліга          | Ігор          | Голів         | Ігор   | Голів  |
| ------------------- | ------------------- | ------------------- | --------- | --------- | ------------------ | ------------------ | ------------------ | -------------------- | -------------------- | -------------------- | ------------- | ------------- | ------------- | ------ | ------ |
| 2010–11             | «Фоджа»             | ЛП1Д                | 23        | 3         | КІ-ЛП              | 0                  | 0                  | -                    | -                    | -                    | -             | -             | -             | 23     | 3      |
| 2011–12             | «Пескара»           | B                   | 28        | 0         | КІ                 | 1                  | 0                  | -                    | -                    | -                    | -             | -             | -             | 29     | 0      |
| 2012-січ. 2013      | «Пескара»           | A                   | 7         | 0         | КІ                 | 1                  | 0                  | -                    | -                    | -                    | -             | -             | -             | 8      | 0      |
| Усього за «Пескару» | Усього за «Пескару» | Усього за «Пескару» | 35        | 0         |                    | 2                  | 0                  |                      | -                    | -                    |               | -             | -             | 37     | 0      |
| січ.-черв. 2013     | «Спеція»            | B                   | 14        | 0         | КІ                 | 0                  | 0                  | -                    | -                    | -                    | -             | -             | -             | 14     | 0      |
| 2013–14             | «Карпі»             | B                   | 32        | 2         | КІ                 | 1                  | 0                  | -                    | -                    | -                    | -             | -             | -             | 33     | 2      |
| 2014–15             | «Карпі»             | B                   | 32        | 3         | КІ                 | 1                  | 0                  | -                    | -                    | -                    | -             | -             | -             | 33     | 3      |
| 2015–16             | «Карпі»             | A                   | 30        | 0         | КІ                 | 3                  | 0                  | -                    | -                    | -                    | -             | -             | -             | 33     | 0      |
| 2016–17             | «Карпі»             | B                   | 33+5      | 0         | КІ                 | 2                  | 0                  | -                    | -                    | -                    | -             | -             | -             | 40     | 0      |
| Усього за «Карпі»   | Усього за «Карпі»   | Усього за «Карпі»   | 127+5     | 5         |                    | 7                  | 0                  |                      | -                    | -                    |               | -             | -             | 139    | 5      |
| 2017-січ. 2018      | «Емполі»            | B                   | 20        | 0         | КІ                 | 1                  | 0                  | -                    | -                    | -                    | -             | -             | -             | 21     | 0      |
| січ.-черв. 2018     | «Болонья»           | A                   | 8         | 0         | КІ                 | 0                  | 0                  | -                    | -                    | -                    | -             | -             | -             | 8      | 0      |
| 2018–19             | «Брешія»            | B                   | 35        | 2         | КІ                 | 0                  | 0                  | -                    | -                    | -                    | -             | -             | -             | 35     | 2      |
| 2019–20             | «Емполі»            | B                   | 30+1      | 0         | КІ                 | 1                  | 0                  | -                    | -                    | -                    | -             | -             | -             | 32     | 0      |
| 2020–21             | «Емполі»            | B                   | 31        | 1         | CI                 | 0                  | 0                  |                      |                      |                      |               |               |               | 31     | 1      |
| 2021–22             | «Емполі»            | A                   | 19        | 2         | КІ                 | 3                  | 0                  | -                    | -                    | -                    | -             | -             | -             | 22     | 2      |
| Усього за «Емполі»  | Усього за «Емполі»  | Усього за «Емполі»  | 100+1     | 3         |                    | 5                  | 0                  |                      | -                    | -                    |               | -             | -             | 106    | 3      |
| 2022-січ. 2023      | «Парма»             | B                   | 6         | 0         | КІ                 | 1                  | 0                  | -                    | -                    | -                    | -             | -             | -             | 7      | 0      |
| січ.-черв. 2023     | «Лечче»             | A                   | 7         | 0         | КІ                 | -                  | -                  | -                    | -                    | -                    | -             | -             | -             | 7      | 0      |
| 2023–24             | «Фрозіноне»         | A                   | 10        | 1         | КІ                 | 1                  | 0                  |                      | -                    | -                    |               | -             | -             | 11     | 1      |
| Усього за кар'єру   | Усього за кар'єру   | Усього за кар'єру   | 366+6     | 14        |                    | 16                 | 0                  |                      | -                    | -                    |               | -             | -             | 388    | 14     |